# Долни Хотар
Долни Хотар (слч. Dolný Chotár) насељено је мјесто са административним статусом сеоске општине (слч. obec) у округу Галанта, у Трнавском крају, Словачка Република.

## Становништво
| Година:    | 1994. | 2004.   | 2014.     | 2024.    |
| ---------- | ----- | ------- | --------- | -------- |
| Број људи: | 221   | 205     | 432       | 344      |
| Разлика:   |       | -7,23 % | +110,73 % | -20,37 % |

| Година:    | 2023. | 2024.   |
| ---------- | ----- | ------- |
| Број људи: | 341   | 344     |
| Разлика:   |       | +0,87 % |

Према подацима о броју становника из 2011. године насеље је имало 420 становника.